# Парламентские выборы в Гватемале (1944, ноябрь)
Парламентские выборы в Гватемале проходили 3-5 ноября 1944 года.
Объединённый фронт политических партий и гражданских ассоциаций являлся избирательным блоком, в который входили Национальный демократический фронт, Народный фронт освобождения, Центристская демократическая партия, Социал-демократическая партия, Партия национального авангарда.

## Результаты
| Партии и альянсы                                                       | Голоса    | %     | Места |
| ---------------------------------------------------------------------- | --------- | ----- | ----- |
| Объединённый фронт политических партий и гражданских ассоциаций (FUPP) | ??        | ??    | 76    |
| Действительных бюллетеней                                              | ??        | 100 % | 76    |
| Недействительных/пустых бюллетеней                                     | ??        | ??    |       |
| Всего голосов/ Явка                                                    | ??        | ??    |       |
| Зарегистрированных избирателей                                         | 310 000   | ??    |       |
| Население                                                              | 2 390 000 |       |       |